# Miklosz Deki Czureja
Miklosz Deki Czureja (właśc. Mikołaj Czureja, nazywany Królem Czardasza; ur. 16 października 1958 w Niedzicy) – romski wirtuoz skrzypiec, także aranżer i kompozytor.
Ojciec Sary (ur. 1991 r., wirtuoz cymbałów węgierskich), Sandry i Sylwii (bliźniaczki, ur. 1986 r., wokalistki i tancerki) oraz Miklosza Marka (ur. 1982 r., pianista, wokalista i skrzypek). Wnuk Jana Czurei, syn Miklosza (obaj skrzypkowie).
Karierę rozpoczął jako nastoletni skrzypek w Cygańskim Zespole Pieśni i Tańca Roma w Poznaniu na przełomie lat 60. i 70. XX wieku. Z zespołem tym rozpoczął wieloletnią współpracę i międzynarodową karierę, koncertując w wielu miejscach na całym świecie.
W latach 80. rozpoczął karierę solową, która trwa do dziś. Współpracował m.in. z Sandorem Lakatoszem, warszawskim Teatrem Studio Buffo i Michałem Urbaniakiem. Z tym ostatnim artystą stoczył nawet muzyczny pojedynek na skrzypcową improwizację, który relacjonowała Telewizja Polonia.
Brał udział w nagraniu wielu programów dla radia i telewizji (polskich i zagranicznych). Jest też bohaterem licznych reportaży telewizyjnych, radiowych i prasowych. Czardasz V. Montiego w wykonaniu Czurei utrzymywał się przez rok na szczycie telewizyjnej listy przebojów.
Nagrał 12 płyt (zarówno z własnym zespołem muzyczno-tanecznym Tatra Roma, jak i z wieloma innymi muzykami romskimi działającymi na całym świecie). Zajmuje się również aranżacją utworów muzycznych oraz komponowaniem pieśni i utworów instrumentalnych, także dla potrzeb musicalu (m.in. Chata za wsią) i filmu.
Jako skrzypek wystąpił też w produkcjach fabularnych, m.in. w serialach telewizyjnych  Dom (2000) i Glina (2007), a także w filmie Wiosenne wody. Ponadto zagrał gościnnie w serialu Na dobre i na złe (2009), gdzie wcielił się w postać Miklosza – syna Roma, pacjenta szpitala w Leśnej Górze.
Współpracuje z Fundacją Bahtałe Roma – Szczęśliwi Cyganie.

## Nagrody
- I nagroda Grand Prix na I Międzynarodowym Festiwalu Muzyki i Kultury Romów w Ciechocinku (trzykrotnie na festiwalu tym zdobył „Złotą Tężnię” – Grand Prix dla solisty)
- II nagroda na Międzynarodowym Konkursie Muzyki Romskiej w Monachium (podczas którego oczarował jurorów – sir Yehudiego Menuhina i Stéphane'a Grapellego – tak, że został on przez nich uhonorowany tytułem Króla Czardaszy)
- W uznaniu zasług dla kultury i za działalność społeczną 15 lipca 2015 r. Miklosz Deki Czureja został uhonorowany przez Prezydenta RP  Złotym Krzyżem Zasługi, który wręczył  mu wojewoda wielkopolski Piotr Florek.
- Dnia 7 kwietnia 2017 r., w przeddzień Międzynarodowego Dnia Romów, otrzymał z rąk wicewojewody wielkopolskiego Marleny Maląg przyznane przez Ministra Kultury i Dziedzictwa Narodowego Srebrny Medal Zasłużony Kulturze Gloria Artis[2][3].